# Никифоров, Лев Александрович
Лев Александрович Никифоров (9 мая 1924 — неизвестно) — советский хоккеист, защитник.
В соревнованиях команд мастеров провёл пять сезонов, которые отыграл за ленинградские клубы «Динамо» (1952/53 — 1953/54) и «Авангард» (1954/55 — 1956/57) в чемпионате СССР.